# Devin Brochu
Devin Brochu (Fort Lauderdale, ...) è un attore statunitense.

## Filmografia

### Cinema
- Nella valle di Elah (In the Valley of Elah), regia di Paul Haggis (2007)
- La rivolta delle ex (Ghosts of Girlfriends Past), regia di Mark Waters (2009)
- Shadowheart, regia di Dean Alioto (2009)
- Hesher è stato qui (Hesher), regia di Spencer Susser (2010)
- Rubber, regia di Mr. Oizo (2010)
- Una famiglia all'improvviso (People Like Us), regia di Alex Kurtzman (2012)

### Televisione
- CSI: NY (CSI: NY) - serie TV, episodio 2x04 (2005)
- Joey (Joey) - serie TV, episodio 2x14 (2006)
- Chasing a Dream, regia di David Burton Morris - film TV (2009)
- 9-1-1: Lone Star - serie TV, episodio 5x06 (2024)

## Doppiatori italiani
Nelle versioni in italiano delle opere in cui ha recitato, Devin Brochu è stato doppiato da:
- Ruggero Valli in Nella valle di Elah
- Francesco Ferri in Hesher è stato qui